# Kariyanapura, Sidlaghatta
Kariyanapura là một làng thuộc tehsil Sidlaghatta, huyện Chikkaballapur, bang Karnataka, Ấn Độ.